# 제5회 이주민 영화제
제5회 이주민 영화제는 2010년 9월 4일에 열린 시상식이다.

## 수상 및 후보

### 다시 찾는 보석
- 멕시코인이 사라진 날 - 세르지오 아라우

### 이주여성
- 안나의 꿈 - 사라
- 파마 - 이란희
- 믿거나 말거나 찬드라의 경우 - 박찬욱

### 이주아동
- 세리와 하르 - 장수영

### 문화공감
- 국경없는 마을 탐방 - 이성종
- 시간의 춤 - 송일곤

### 그림자의 시선
- 공부하고 싶어 - 삐다오 외 3명
- 꿀 맛 - 이운실
- 발 청소 - 제니
- 환한 미소 - 하은순
- 우리도 합법적으로 일하고 싶어요 - 미누
- 형들의 이야기 - 로빈
- 내가 올 때까지 기다려 줘 - 어속 외 2명
- 건방지다? 존경하다! - 아웅틴툰
- 어둠 속의 등불 - 어속타파

### 그림자 인간
- 금지된 축구단 - 아놀드 크로가아르드 외 1명
- 희망을 부른다 - 차용훈
- 러브 인 코리아 - 박제욱
- 고생이 건너가 달러를 올다 - 김선주 외 1명
- '이 별에서 살으렵니다.' - 지구인의 정류장 1 - 김이찬
- 시티 오브 크레인 - 문승욱